# Пчеле
Пчела је било која врста летећих инсеката из реда опнокрилаца, надфамилије пчела (Apoidea). Пчеле су блиско сродне са осама и мравима. Главна особина свих пчела је да за исхрану скупља цветни полен, као извор беланчевина и цветни нектар као извор угљених хидрата. Најбоље позната врста је европска медоносна пчела. На Земљи постоји око 20 000 врста пчела у седам фамилија распрострањених скоро у свим подручјима света. Величина се креће од 2 mm до 4 cm. Претежно су црне или сиве боје. Основна подела је према начину њиховог живота на солитарне и друштвене пчеле.
Неке врсте укључујући медоносне пчеле, бумбаре, и бежаочне пчеле живе друштвено у колонијама. Пчеле су адаптиране за храњење нектаром и поленом, при чему је нектар примарни извор енергије, док је полен примарни извор протеина и других нутријената. Највећи део полена се користи као храна за ларве. Полинација пчелама је еколошки и комерцијално важна; деклинација популације дивљих пчела је повећала значај полинације комерцијално одржаваним ројевима медоносних пчела.
Пчеле су у опсегу од сићушних врста бежаочних пчела чији раднице су мање од 2 mm (0,08 in) дуге, до Megachile pluto, највеће врсте мегахилида, чије женке могу да достигну дужину од 39 mm (1,54 in). Најзаступљеније пчеле у северној хемисфери су Halictidae, или знојне пчеле, али оне су мале и често се поистовећују са осама и мувама. Кичмењачки предатори пчела су птице попут пчеларица, док су међу инсектним предаторима пчелињи вукови и вилини коњици.
Људско пчеларство или апикултура се практикује већ миленијумима, или бар од времена античког Египта и Грчке. Осим меда и полинације, пчеле производе пчелињи восак, матичну млеч и прополис. Пчеле се јављају у митологији и фолклору од древних времена, и оне се јављају у разноврсним литерарним радовима, као што су Вергилијев Геологици, Беатрикс Потеровим The Tale of Mrs Tittlemouse, и В. Б. Јејтсовој поеми The Lake Isle of Innisfree. Пчелиње ларве се користе у јаванском јелу боток, где се једу куване на пари са исецканим орахом кокосове палме.

## Еволуција
Преци пчела су осе из фамилије Crabronidae, које су биле предатори других инсеката. Могуће је да је прелаз са инсектног плена на полен проистекла из конзумирања инсеката са хранили на цвету и стога били делом покривени поленом кад су њима храњене ларве оса. Могуће је да се тај исти еволуциони scenario јавио међу осама фамилије Веspoidea, где су поленске осе еволуирале и предаторских предака. Донедавно, најстарији некомпресовани фосил пчеле је био пронађен у ћилибару из Њу Џерзија, Cretotrigona prisca из периода креде, корбикулатна пчела. Фосил пчеле из ране креде (~100 Ma), Melittosphex burmensis, се сматра једном изумрлом лозом полен-сакупљајуће Apoidea сестре модерне пчеле. Изведена својства њене морфологије (apomorphies) стављају је јасно међу пчеле, али она задржава две немодификована предачка својства (плесиоморфија) ногу (две средње тибијалне кврге, и витак задњи баситарсус), указује на њен транзициони статус. До Еоцена (~45 Ma) постојала је знатна разноврсност међу лозама друштвених пчела.
Високо друштвене корбикулатне Apinae су се појавиле око 87 Ma, а Allodapini (унутар Apidae) око 53 Ma.
Colletidae се јављају као фосили само од касног Олигоцена (~25 Ma) до раног Миоцена.  су познате од Palaeomacropis eocenicus у раном Еоцену.
Megachilidae су познате из фосила у траговима (карактеристични одсечци листова) из средине Еоцена.  су познате са границе Еоцена и Олигоцена, око 34 Ma, из Флорисантског слоја. Halictidae се први пут јављају у раном Еоцену са врстама  нађеним у ћилибару. Stenotritidae су познате из фосилних ћелија за излегање из Плеистоценског доба.

### Коеволуција
Најранији животињама опрашивани цветови су били жути, шољасти цветови опрашивани инсектима као што су тврдокрилци, тако да је синдром инсектног опрашивања био добро успостављен пре прве појаве пчела. Новина је да су пчеле специјализоване као полинациони агенти, са променама у понашању и физичком изгледу којима се специфично поспешује полинација, и да су оне најефикаснији полинациони инсекти. У процесу коеволуције, цветови су развили цветне награде као што је нектар и дуже цеви, а пчеле су развиле дуже језике за екстракцију нектара. Пчеле су такође развиле структуре познате као скопне длаке и поленске корпе за сакупљање и пренос полена. Локација и тип се разликује између група пчела. Већина пчела има скопалне длаке лоциране на њиховим задњим ногама или на доњој страни њихових абдомена, неке пчеле у фамилији Apidae поседују поленске корпе на њиховим задњим ногама, док веома малом броју врста у оне потпуности недостају. Ово је довело до адаптивне радијације скривеносеменица, а тиме и самих пчела. Пчеле нису само коеволуирале са цвећем, него се сматра да су неке пчеле коеволуирале и са гњидама. Неке пчеле пружају чуперке длака које пружају смештај гњидама; за узврат, сматра се да гњиде једу гљиве које нападају полен, тако да је однос у овом случају мутуалистичан.

### Филогенија

#### Спољашња
Овај кладограм је базиран на Debevic et al, 2012, који су користили молекуларну филогенију да демонстрирају да су пчеле (Anthophila) настале из дубоко унутар Crabronidae, што је стога парафилетично. Положај Heterogynaidae је неизвестан. Мала потфамилија Mellininae није била укључена у њихову анализу.
|  | (sensu stricto) |
|  |                 |
|  | (део )          |
|  |                 |

|  | ,                    |
|  |                      |
|  | (могућа позиција #2) |
|  |                      |

|  | ,       |
|  |         |
|  | (пчеле) |
|  |         |

|  | ,                    |
|  |                      |
|  | (могућа позиција #2) |
|  |                      |

|  | ,       |
|  |         |
|  | (пчеле) |
|  |         |

|  | ,                    |
|  |                      |
|  | (могућа позиција #2) |
|  |                      |

|  | ,       |
|  |         |
|  | (пчеле) |
|  |         |

|  | ,                    |
|  |                      |
|  | (могућа позиција #2) |
|  |                      |

|  | ,       |
|  |         |
|  | (пчеле) |
|  |         |

|  | (sensu stricto) |
|  |                 |
|  | (део )          |
|  |                 |

|  | ,                    |
|  |                      |
|  | (могућа позиција #2) |
|  |                      |

|  | ,       |
|  |         |
|  | (пчеле) |
|  |         |

|  | ,                    |
|  |                      |
|  | (могућа позиција #2) |
|  |                      |

|  | ,       |
|  |         |
|  | (пчеле) |
|  |         |

|  | ,                    |
|  |                      |
|  | (могућа позиција #2) |
|  |                      |

|  | ,       |
|  |         |
|  | (пчеле) |
|  |         |

|  | ,                    |
|  |                      |
|  | (могућа позиција #2) |
|  |                      |

|  | ,       |
|  |         |
|  | (пчеле) |
|  |         |

|  | (sensu stricto) |
|  |                 |
|  | (део )          |
|  |                 |

|  | ,                    |
|  |                      |
|  | (могућа позиција #2) |
|  |                      |

|  | ,       |
|  |         |
|  | (пчеле) |
|  |         |

|  | ,                    |
|  |                      |
|  | (могућа позиција #2) |
|  |                      |

|  | ,       |
|  |         |
|  | (пчеле) |
|  |         |

|  | ,                    |
|  |                      |
|  | (могућа позиција #2) |
|  |                      |

|  | ,       |
|  |         |
|  | (пчеле) |
|  |         |

|  | ,                    |
|  |                      |
|  | (могућа позиција #2) |
|  |                      |

|  | ,       |
|  |         |
|  | (пчеле) |
|  |         |

|  | (sensu stricto) |
|  |                 |
|  | (део )          |
|  |                 |

|  | ,                    |
|  |                      |
|  | (могућа позиција #2) |
|  |                      |

|  | ,       |
|  |         |
|  | (пчеле) |
|  |         |

|  | ,                    |
|  |                      |
|  | (могућа позиција #2) |
|  |                      |

|  | ,       |
|  |         |
|  | (пчеле) |
|  |         |

|  | ,                    |
|  |                      |
|  | (могућа позиција #2) |
|  |                      |

|  | ,       |
|  |         |
|  | (пчеле) |
|  |         |

|  | ,                    |
|  |                      |
|  | (могућа позиција #2) |
|  |                      |

|  | ,       |
|  |         |
|  | (пчеле) |
|  |         |

|  | (sensu stricto) |
|  |                 |
|  | (део )          |
|  |                 |

|  | ,                    |
|  |                      |
|  | (могућа позиција #2) |
|  |                      |

|  | ,       |
|  |         |
|  | (пчеле) |
|  |         |

|  | ,                    |
|  |                      |
|  | (могућа позиција #2) |
|  |                      |

|  | ,       |
|  |         |
|  | (пчеле) |
|  |         |

|  | ,                    |
|  |                      |
|  | (могућа позиција #2) |
|  |                      |

|  | ,       |
|  |         |
|  | (пчеле) |
|  |         |

|  | ,                    |
|  |                      |
|  | (могућа позиција #2) |
|  |                      |

|  | ,       |
|  |         |
|  | (пчеле) |
|  |         |

|  | (sensu stricto) |
|  |                 |
|  | (део )          |
|  |                 |

|  | ,                    |
|  |                      |
|  | (могућа позиција #2) |
|  |                      |

|  | ,       |
|  |         |
|  | (пчеле) |
|  |         |

|  | ,                    |
|  |                      |
|  | (могућа позиција #2) |
|  |                      |

|  | ,       |
|  |         |
|  | (пчеле) |
|  |         |

|  | ,                    |
|  |                      |
|  | (могућа позиција #2) |
|  |                      |

|  | ,       |
|  |         |
|  | (пчеле) |
|  |         |

|  | ,                    |
|  |                      |
|  | (могућа позиција #2) |
|  |                      |

|  | ,       |
|  |         |
|  | (пчеле) |
|  |         |

|  | (sensu stricto) |
|  |                 |
|  | (део )          |
|  |                 |

|  | ,                    |
|  |                      |
|  | (могућа позиција #2) |
|  |                      |

|  | ,       |
|  |         |
|  | (пчеле) |
|  |         |

|  | ,                    |
|  |                      |
|  | (могућа позиција #2) |
|  |                      |

|  | ,       |
|  |         |
|  | (пчеле) |
|  |         |

|  | ,                    |
|  |                      |
|  | (могућа позиција #2) |
|  |                      |

|  | ,       |
|  |         |
|  | (пчеле) |
|  |         |

|  | ,                    |
|  |                      |
|  | (могућа позиција #2) |
|  |                      |

|  | ,       |
|  |         |
|  | (пчеле) |
|  |         |

|  | (sensu stricto) |
|  |                 |
|  | (део )          |
|  |                 |

|  | ,                    |
|  |                      |
|  | (могућа позиција #2) |
|  |                      |

|  | ,       |
|  |         |
|  | (пчеле) |
|  |         |

|  | ,                    |
|  |                      |
|  | (могућа позиција #2) |
|  |                      |

|  | ,       |
|  |         |
|  | (пчеле) |
|  |         |

|  | ,                    |
|  |                      |
|  | (могућа позиција #2) |
|  |                      |

|  | ,       |
|  |         |
|  | (пчеле) |
|  |         |

|  | ,                    |
|  |                      |
|  | (могућа позиција #2) |
|  |                      |

|  | ,       |
|  |         |
|  | (пчеле) |
|  |         |

#### Унутрашња
Овај кладограм фамилија пчела је базиран на Hedtke et al., 2013, који стављају бивше фамилије Dasypodaidae и Meganomiidae као потфамилије унутар Melittidae.
|  | (друштвене, укључујући медоносне пчеле) ≈87 Ma |
|  |                                                |
|  | (пчеле које зидају, секу лишће) ≈50 Ma         |
|  |                                                |

|  | (знојне пчеле) ≈50 Ma                                                                          |
|  |                                                                                                |
|  | \| \| (малтерске пчеле) ≈25 Ma \| \| \| \| \| \| (велике Аустралијске пчеле) ≈2 Ma \| \| \| \| |
|  |                                                                                                |
|  | (малтерске пчеле) ≈25 Ma                                                                       |
|  |                                                                                                |
|  | (велике Аустралијске пчеле) ≈2 Ma                                                              |
|  |                                                                                                |

|  | (малтерске пчеле) ≈25 Ma          |
|  |                                   |
|  | (велике Аустралијске пчеле) ≈2 Ma |
|  |                                   |

|  | (знојне пчеле) ≈50 Ma                                                                          |
|  |                                                                                                |
|  | \| \| (малтерске пчеле) ≈25 Ma \| \| \| \| \| \| (велике Аустралијске пчеле) ≈2 Ma \| \| \| \| |
|  |                                                                                                |
|  | (малтерске пчеле) ≈25 Ma                                                                       |
|  |                                                                                                |
|  | (велике Аустралијске пчеле) ≈2 Ma                                                              |
|  |                                                                                                |

|  | (малтерске пчеле) ≈25 Ma          |
|  |                                   |
|  | (велике Аустралијске пчеле) ≈2 Ma |
|  |                                   |

|  | (друштвене, укључујући медоносне пчеле) ≈87 Ma |
|  |                                                |
|  | (пчеле које зидају, секу лишће) ≈50 Ma         |
|  |                                                |

|  | (знојне пчеле) ≈50 Ma                                                                          |
|  |                                                                                                |
|  | \| \| (малтерске пчеле) ≈25 Ma \| \| \| \| \| \| (велике Аустралијске пчеле) ≈2 Ma \| \| \| \| |
|  |                                                                                                |
|  | (малтерске пчеле) ≈25 Ma                                                                       |
|  |                                                                                                |
|  | (велике Аустралијске пчеле) ≈2 Ma                                                              |
|  |                                                                                                |

|  | (малтерске пчеле) ≈25 Ma          |
|  |                                   |
|  | (велике Аустралијске пчеле) ≈2 Ma |
|  |                                   |

|  | (знојне пчеле) ≈50 Ma                                                                          |
|  |                                                                                                |
|  | \| \| (малтерске пчеле) ≈25 Ma \| \| \| \| \| \| (велике Аустралијске пчеле) ≈2 Ma \| \| \| \| |
|  |                                                                                                |
|  | (малтерске пчеле) ≈25 Ma                                                                       |
|  |                                                                                                |
|  | (велике Аустралијске пчеле) ≈2 Ma                                                              |
|  |                                                                                                |

|  | (малтерске пчеле) ≈25 Ma          |
|  |                                   |
|  | (велике Аустралијске пчеле) ≈2 Ma |
|  |                                   |

|  | (друштвене, укључујући медоносне пчеле) ≈87 Ma |
|  |                                                |
|  | (пчеле које зидају, секу лишће) ≈50 Ma         |
|  |                                                |

|  | (знојне пчеле) ≈50 Ma                                                                          |
|  |                                                                                                |
|  | \| \| (малтерске пчеле) ≈25 Ma \| \| \| \| \| \| (велике Аустралијске пчеле) ≈2 Ma \| \| \| \| |
|  |                                                                                                |
|  | (малтерске пчеле) ≈25 Ma                                                                       |
|  |                                                                                                |
|  | (велике Аустралијске пчеле) ≈2 Ma                                                              |
|  |                                                                                                |

|  | (малтерске пчеле) ≈25 Ma          |
|  |                                   |
|  | (велике Аустралијске пчеле) ≈2 Ma |
|  |                                   |

|  | (знојне пчеле) ≈50 Ma                                                                          |
|  |                                                                                                |
|  | \| \| (малтерске пчеле) ≈25 Ma \| \| \| \| \| \| (велике Аустралијске пчеле) ≈2 Ma \| \| \| \| |
|  |                                                                                                |
|  | (малтерске пчеле) ≈25 Ma                                                                       |
|  |                                                                                                |
|  | (велике Аустралијске пчеле) ≈2 Ma                                                              |
|  |                                                                                                |

|  | (малтерске пчеле) ≈25 Ma          |
|  |                                   |
|  | (велике Аустралијске пчеле) ≈2 Ma |
|  |                                   |

|  | (друштвене, укључујући медоносне пчеле) ≈87 Ma |
|  |                                                |
|  | (пчеле које зидају, секу лишће) ≈50 Ma         |
|  |                                                |

|  | (знојне пчеле) ≈50 Ma                                                                          |
|  |                                                                                                |
|  | \| \| (малтерске пчеле) ≈25 Ma \| \| \| \| \| \| (велике Аустралијске пчеле) ≈2 Ma \| \| \| \| |
|  |                                                                                                |
|  | (малтерске пчеле) ≈25 Ma                                                                       |
|  |                                                                                                |
|  | (велике Аустралијске пчеле) ≈2 Ma                                                              |
|  |                                                                                                |

|  | (малтерске пчеле) ≈25 Ma          |
|  |                                   |
|  | (велике Аустралијске пчеле) ≈2 Ma |
|  |                                   |

|  | (знојне пчеле) ≈50 Ma                                                                          |
|  |                                                                                                |
|  | \| \| (малтерске пчеле) ≈25 Ma \| \| \| \| \| \| (велике Аустралијске пчеле) ≈2 Ma \| \| \| \| |
|  |                                                                                                |
|  | (малтерске пчеле) ≈25 Ma                                                                       |
|  |                                                                                                |
|  | (велике Аустралијске пчеле) ≈2 Ma                                                              |
|  |                                                                                                |

|  | (малтерске пчеле) ≈25 Ma          |
|  |                                   |
|  | (велике Аустралијске пчеле) ≈2 Ma |
|  |                                   |

|  | (друштвене, укључујући медоносне пчеле) ≈87 Ma |
|  |                                                |
|  | (пчеле које зидају, секу лишће) ≈50 Ma         |
|  |                                                |

|  | (знојне пчеле) ≈50 Ma                                                                          |
|  |                                                                                                |
|  | \| \| (малтерске пчеле) ≈25 Ma \| \| \| \| \| \| (велике Аустралијске пчеле) ≈2 Ma \| \| \| \| |
|  |                                                                                                |
|  | (малтерске пчеле) ≈25 Ma                                                                       |
|  |                                                                                                |
|  | (велике Аустралијске пчеле) ≈2 Ma                                                              |
|  |                                                                                                |

|  | (малтерске пчеле) ≈25 Ma          |
|  |                                   |
|  | (велике Аустралијске пчеле) ≈2 Ma |
|  |                                   |

|  | (знојне пчеле) ≈50 Ma                                                                          |
|  |                                                                                                |
|  | \| \| (малтерске пчеле) ≈25 Ma \| \| \| \| \| \| (велике Аустралијске пчеле) ≈2 Ma \| \| \| \| |
|  |                                                                                                |
|  | (малтерске пчеле) ≈25 Ma                                                                       |
|  |                                                                                                |
|  | (велике Аустралијске пчеле) ≈2 Ma                                                              |
|  |                                                                                                |

|  | (малтерске пчеле) ≈25 Ma          |
|  |                                   |
|  | (велике Аустралијске пчеле) ≈2 Ma |
|  |                                   |

|  | (друштвене, укључујући медоносне пчеле) ≈87 Ma |
|  |                                                |
|  | (пчеле које зидају, секу лишће) ≈50 Ma         |
|  |                                                |

|  | (знојне пчеле) ≈50 Ma                                                                          |
|  |                                                                                                |
|  | \| \| (малтерске пчеле) ≈25 Ma \| \| \| \| \| \| (велике Аустралијске пчеле) ≈2 Ma \| \| \| \| |
|  |                                                                                                |
|  | (малтерске пчеле) ≈25 Ma                                                                       |
|  |                                                                                                |
|  | (велике Аустралијске пчеле) ≈2 Ma                                                              |
|  |                                                                                                |

|  | (малтерске пчеле) ≈25 Ma          |
|  |                                   |
|  | (велике Аустралијске пчеле) ≈2 Ma |
|  |                                   |

|  | (знојне пчеле) ≈50 Ma                                                                          |
|  |                                                                                                |
|  | \| \| (малтерске пчеле) ≈25 Ma \| \| \| \| \| \| (велике Аустралијске пчеле) ≈2 Ma \| \| \| \| |
|  |                                                                                                |
|  | (малтерске пчеле) ≈25 Ma                                                                       |
|  |                                                                                                |
|  | (велике Аустралијске пчеле) ≈2 Ma                                                              |
|  |                                                                                                |

|  | (малтерске пчеле) ≈25 Ma          |
|  |                                   |
|  | (велике Аустралијске пчеле) ≈2 Ma |
|  |                                   |

|  | (друштвене, укључујући медоносне пчеле) ≈87 Ma |
|  |                                                |
|  | (пчеле које зидају, секу лишће) ≈50 Ma         |
|  |                                                |

|  | (знојне пчеле) ≈50 Ma                                                                          |
|  |                                                                                                |
|  | \| \| (малтерске пчеле) ≈25 Ma \| \| \| \| \| \| (велике Аустралијске пчеле) ≈2 Ma \| \| \| \| |
|  |                                                                                                |
|  | (малтерске пчеле) ≈25 Ma                                                                       |
|  |                                                                                                |
|  | (велике Аустралијске пчеле) ≈2 Ma                                                              |
|  |                                                                                                |

|  | (малтерске пчеле) ≈25 Ma          |
|  |                                   |
|  | (велике Аустралијске пчеле) ≈2 Ma |
|  |                                   |

|  | (знојне пчеле) ≈50 Ma                                                                          |
|  |                                                                                                |
|  | \| \| (малтерске пчеле) ≈25 Ma \| \| \| \| \| \| (велике Аустралијске пчеле) ≈2 Ma \| \| \| \| |
|  |                                                                                                |
|  | (малтерске пчеле) ≈25 Ma                                                                       |
|  |                                                                                                |
|  | (велике Аустралијске пчеле) ≈2 Ma                                                              |
|  |                                                                                                |

|  | (малтерске пчеле) ≈25 Ma          |
|  |                                   |
|  | (велике Аустралијске пчеле) ≈2 Ma |
|  |                                   |

|  | (друштвене, укључујући медоносне пчеле) ≈87 Ma |
|  |                                                |
|  | (пчеле које зидају, секу лишће) ≈50 Ma         |
|  |                                                |

|  | (знојне пчеле) ≈50 Ma                                                                          |
|  |                                                                                                |
|  | \| \| (малтерске пчеле) ≈25 Ma \| \| \| \| \| \| (велике Аустралијске пчеле) ≈2 Ma \| \| \| \| |
|  |                                                                                                |
|  | (малтерске пчеле) ≈25 Ma                                                                       |
|  |                                                                                                |
|  | (велике Аустралијске пчеле) ≈2 Ma                                                              |
|  |                                                                                                |

|  | (малтерске пчеле) ≈25 Ma          |
|  |                                   |
|  | (велике Аустралијске пчеле) ≈2 Ma |
|  |                                   |

|  | (знојне пчеле) ≈50 Ma                                                                          |
|  |                                                                                                |
|  | \| \| (малтерске пчеле) ≈25 Ma \| \| \| \| \| \| (велике Аустралијске пчеле) ≈2 Ma \| \| \| \| |
|  |                                                                                                |
|  | (малтерске пчеле) ≈25 Ma                                                                       |
|  |                                                                                                |
|  | (велике Аустралијске пчеле) ≈2 Ma                                                              |
|  |                                                                                                |

|  | (малтерске пчеле) ≈25 Ma          |
|  |                                   |
|  | (велике Аустралијске пчеле) ≈2 Ma |
|  |                                   |

## Врсте пчела
На свету има приближно око 20.000 врста пчела на готово на свим континентима

### Најзаступљеније врсте пчела
- Солитарне пчеле (дивље или усамљене; Anthophorinae и Xylocopinae) живе усамљено и углавном не стварају веће резерве хране. Презимљавају само оплођене женке. Свака женка прави сопствено гнездо у тлу где гради земљане коморе за полагање јаја и одгајање ларви.
- Бумбари (лат. Bombinae) прикупљају цветни прах задњим ногама и хране се углавном нектаром. Стварају мања гнезда у земљишту, са мањим резервама хране. Презимљава само оплођена женка. (Видети: Бумбар)
- Бежаочне пчеле луче восак од 2 до 4 трбушног сегмента, и то женке. При прављењу саћа мешају га смолом и земљом. Ова потфамилија распрострањена је углавном у тропским пределима Јужне Америке и нема економског значаја, јер се не може прилагодити узгоју у кошници. (Видети: Бежаочна пчела)
- Праве пчеле луче восак од 2 до 5 трбушног степена, и то само младе радилице од 10 до 18 дана старости. Најближе по свом изгледу и развићу фамилија Апиаде је фамилија Vespoidae (праве осе) и живе у друштвима. (Видети: Праве пчеле)
- Друштвене пчеле су пчеле које живе друштвеним животом и код којих јединке ван пчелиње заједнице не могу да преживе. Постоји више стотина врста друштвених пчела, које граде сложену, високо организовану заједницу. Најзначајније су медоносне пчеле, од који је најзначајнија врста европско-афричка медоносна пчела (Apis mellifica L.), која се узгаја широм света. (Видети: Друштвене пчеле)

### Европске врсте пчела
У Европи постоје различите врсте медоносних пчела. Разликују се по боји, грађи тела, понашању, способности прикупљања нектара, полена и др. 
- Крањска пчела (apis mellifica var. carnica Pollm) - или сива пчела, назива се још и „домаћа пчела“. Припада групи тамних пчела. Тело јој је црне боје обрасло сивкастосребрнастим длачицама. Пчеле радилице сиве пчеле имају изузетан нагон за сакупљање хране у природи. Матица има велику плодност (2.000 јајашаца дневно) и отпорна је на болести. Постоји више подврста: алпска, панонска и средоземна (поједини аутори је називају и „јадранска“).
- Италијанска пчела (apis meliffica var. ligustica) - Италијанска пчела је пореклом са Апенинског полуострва, жућкасте је боје, и навикнута је на дуготрајне паше и благу климу. Италијанска пчела има врло благу ћуд, слабо изражен нагон за ројењем, снажан развој током љета и јесени те врло високу плодност матице. Честа особина италијанске пчеле медарице је и залетање у туђе кошнице тако да није омиљена код свих пчелара. Због живота у благој клими легло одржава до касних јесењих дана па тако и зимује у врло бројним и јаким заједницама. Троши много хране тиком зиме. Одликује се слабијим инстинктом за сакупљање прополиса и нектара, међутим има одличну способност кориштења слабих паша.
- Кавкаска пчела (apis mellifica var. caucasica) - Кавкаска пчела (Apis mellifika var. Caucasica Gorb) пореклом је из Грузијског горја, како јој је и име у Кавказу. Према својој спољашњости наликује на на крањску пчелу, а разликују се две врсте: сива и жута. Има спори пролетњи развој, али има одличну одбрамбену способност према уљезима. Сама пчела има дуже рилце и марљиви је радник на свим пчелињим пашама. Склона залетању у туђе кошнице - грабежи. Поседује слаб ројевни нагон и брзо се прилагођава новим пашама. Поседује велику способност прикупљања прополиса.
- Тамна европска пчела (apis mellifica var. mellifica L.) - Тамна европска пчела највише се узгаја у Немачкој. Крупне је грађе са затупљеним задњим делом тела, кратког језика и тамно сивом готово црном бојом. Отпорна је и прилагођена за дуге и хладне зиме. Због те особине та се врста пчела успела одржати још у Северној и Јужној Америци као и Сибиру. Током сезоне се развија у заједнице средње снаге, развој заједнице траје дуго у јесен па зимује у јаким, бројним друштвима. Приноси прополиса су умерени, отпорна је на болести док мед уноси слабије од италијанске и сиве Крањске пчеле.

### Остале врсте пчела
- Пчела  честа је у Бразилу. То су мале тропске пчеле које немају жалац. Обично граде гнезда у шупљем дрвећу. У гнезду такве заједнице налази се само једна матица - женка. Саће граде водоравно, а станице саћа у којима се развијају ларве радилице напуне поленом и медом у које затим матица носи јајашца. Након што матица у њих снесе јајашца такве ћелије саћа бивају затворене воском. Изван таквог плодишног простора, радилице праве спремишта за мед неправилног бачвастог облика.
- Патуљаста пчела (Apis florea F.), пореклом је из Индије. Особина ове врсте је да гради једноструко саће на отвореном простору, обично на неком стаблу. Специфичност њеног саћа је у томе да ова пчела гради ћелије разних величина за: радиличко саће, трутовско и матичњаке који имају облик жира. Заједница има јак одбрамбени механизам, размножава се ројењем, а посебност врсте је и да у нестанку паше напушта гнездо у потрази за новом јачом пашом која заједници осигурава довољне количине хране.
- Дивовска пчела (apis dorsata) изграђује једноструко саће на којем живи. Све ћелије саћа гради једнаке величине, без разлике за трутовско и радиличко саће или за матичњаке. Дубина ћелија саћа дивовске пчеле досеже и до 34 мм. Саме радилице двоструко су веће од европске медоносне крањске пчеле. Код ових пчела нема разлике у величини између радилица и матица. Дивовска пчела живи на отвореном па је према томе прилагодила начин живота. Одбрамбени механизми код ове пчеле су посебно изражени и одлично чува своје легло. Старе заједнице деле се на нове мање заједнице, ројевни нагон је код те врсте врло слаб. У случајевима нестанка или слабљења паше, напушта гнездо и сели на подручје богатије храном.
- Африканизована пчела - је пчела настала у склопу пројекта Бразилске владе како би се добила медоносна пчела способна да и у тропској клими са пуно влаге успешно опрашује флору те да притом сакупи што веће количине меда.

### Солитарне пчеле
Солитарне пчеле или пчеле самице за разлику од медоносних пчела не прикупљају веће количине меда у своја боравишта. Оне живе усамљенички живот тако да свака женка ради своје гнездо у тлу или у неком погодном месту у којем гради земљане коморе за полагање јаја и одгајање ларви. Солитарне пчеле због недостатка залиха хране излазе и лете на нижим температурама од људима познатије и веће медоносне пчеле.

## Друштвена организација

### Трут
Године 1609. Чарлс Батлер, пчелар краљице Елизабете I је објавио књигу „Женски монарх“ (The Feminine Monarch), којом је узбуркао научну јавност, јер је у њој изнео теорију да пчелињом заједницом не влада мужјак, „краљ-пчела“, како је доликовало конзервативном патријархалном друштву, већ „пчела краљица“. Батлер први утврђује да су трутови мужјаци чија је једина улога у заједници оплодња матице.
Занимљива је Батлерова метафоричка представа трутова као „многобројних политичара, нерадних и бедних људи“, али и покушај да нотним записом забележи звуке матице који се чују приликом припрема за ројење. Шта више, у издању књиге из 1634. године налази се партитура дводелног мадригала за четири гласа у којима се садрже мелодијски елементи засновани на звуцима кошнице.
У пчелињој заједници трутови имају важну улогу мужјака, али не само то. Трутови се развијају из неоплођених јаја. То значи, трутови немају оца, већ само мајку. У њиховим ћелијама као и у сперми налази се дупло мањи број хромозома (свега 16) док матица и пчела радилица у својим ћелијама имају 32 хромозома. Дужина тела трута је од 14– 17 mm, а маса око 250 mg. Најважнија улога трута је парење са младом матицом. Полну зрелост трут достиже између осмог и четрнаестог дана старости. У свакој нормалној пчелињој заједници мора бити од 1000-1300 трутова. То је далеко већи број трутова од броја потребног за оплодњу матице, али и велика сигурност за матицу да ће до тога и доћи. Трутови се у пчелињој заједници не налазе само ради спаривања са матицом. Својим феромонима подстичу пчелињу заједницу на укупну активност што се огледа у градњи саћа, већем уносу нектара, већим залихама полена и меда, као и сигурнијом обраном од туђинаца. Пчелиња заједница, која током године нема трутова, има мале или готово никакве залихе меда и полена. У јесен, после престанка уноса нектара у кошницу, уколико пчелиња заједница има добру, младу и здраву матицу, пчеле радилице избацују трутовско легло, а трутове истерују. Истерани трутови, углавном, проналазе пчелиње заједнице које немају матицу, имају матичњак или неоплођену матицу и ту се скупљају. Трутови могу презимети у таквој кошници и бити способни за оплодњу матице у пролеће (током фебруара и марта).

## Опрашивање
Пчеле играју велику улогу у опрашивању цветова. Могу се фокусирати на скупљање нектара или скупљање полена, у зависности од њихових тренутних потреба. Претпоставља се да трећина људске хране зависи од опрашивања које чине пчеле. Већина пчела има електростатичко наелектрисање које повећава апсорпцију полена. Полен и нектар стварају масу која је најчешће вискозна, али може и бити крута. Та маса је сфероидног облика те похрањена у мале ћелије у којима се и јајашца налазе.

## Непријатељи пчела
Главним непријатељима пчела се могу сматрати: пчелиња ваш, мрави, мишеви, птице, сви већи инсекти, сви загађивачи природе, дивље и домаће животиње, олује и ветрови и човек са нестручним и несавесним опхођењем.

## Ројење пчела
Ројење је природни нагон пчела у њиховој борби за одржањем врсте. Само ројење једним делом вероватно потиче од нагона за сељењем који се сусреће још и данас код појединих инсеката. Да би пчеле покренуле у ројевно стање потребни су неки од предуслова, као што су: погодна температура и медење медоносног биља. Ројење је дељење једне у две нове и међусобно потпуно независне заједнице.

### Узроци ројења
- Стешњено легло
- Блокада матице у залегању
- Превелик број младих пчела у заједници
- Немогућност излучивања воска и градња саћа
- Недовољна вентилација
- Вишак матичне млечи
- Наследна особина матице
- Стара матица
- Радилице се почињу хранити матичном млечи

### Вештачко ројење
За наменско разројавање пчелар може да употреби вештачко разројавање помоћу одузимања оквира с младим пчелама и нове матице пазећи притом да прекомерно не ослаби постојеће заједнице. Предности вештачког разројавања су да пчелар врши равномерно растерећење пчела на свим заједницама притом не губећи битно на приносу меда. Вештачка разројавања врше се од средине Априла до почетка августа.

## Светски дан пчела
Генерална скупштина УН је на предлог Словеначког пчеларског савеза прогласила 20. мај за Светски дан пчела 20. децембра 2017. године. Први пут је прослављен 2018. године. Највећи развој пчела на северној полулопти је у мају месецу. А и на тај дан се родио Антон Јанша, зачетник и учитељ модерног пчеларства у 18. веку. Царица Марија Терезија га је именовала за дворског пчелара и за првог царског инструктора у монархији.

## Занимљивости
- Пчела радилица у сезони живи 30-45 дана
- Матица живи и до седам година а дневно излегне јајашаца до три своје масе
- Пчеле мед производе на исти начин најмање 150 милиона година.
- При сакупљању нектара и поленовог праха пчела посети дневно око 1.000 цветова
- Јака и здрава пчелиња заједница у току једног дана може опрашити до 3.000.000 цветова
- У кошници зависно од типа и величине једна пчелиња заједница броји од 20.000 - 80.000 пчела
- Научници одавно знају да су пчеле друштвена бића, али сад су открили да у друштву радо и попију. Чини се да пчеле, баш као и људи, највише воле јака алкохолна пића. Кад им је понуђен избор између најјачег могућег шећерног раствора и 80-постотног алкохола, пчеле су стале у ред за шанком. „Чак смо их успели наговорити да попију чисти етанол“, рекао је Чарлс Абрамсон са универзитета Оклахома. „То, колико знам, не би направило нити једно друго живо биће, чак ни студент.“ Научници претпостављају да пчеле, које имају врло развијене друштвене структуре, лече своје алкохоличаре, баш као и људи. Оне своје преступнике изолују. Истраживачи сад испитују лекове којима би могли лечити пчелињи пороци.
- То је једини инсект на свету који производи храну коју једу и људи.
- Све пчеле производе добар и здрав мед. Лош мед резултат је индустријског начина пуњења или лошег и необразованог пчелара
- Мед пчеле медарице једна је од најсигурнијих храна – већина опасних бактерија уопште не могу да живе у меду

## Фото галерија
- Пчела у прикупљању нектара
- Пчела (Apis mellifera) на цвету
- Пчелиња матица (означена белом бојом) полаже јаја у саће
- Bombus vestalis, паразит легла бумбара